# Kanton Séderon
Kanton Séderon (fr. Canton de Séderon) je francouzský kanton v departementu Drôme v regionu Rhône-Alpes. Skládá se z 18 obcí.

## Obce kantonu
- Aulan
- Ballons
- Barret-de-Lioure
- Eygalayes
- Ferrassières
- Izon-la-Bruisse
- Laborel
- Lachau
- Mévouillon
- Montauban-sur-l'Ouvèze
- Montbrun-les-Bains
- Montfroc
- Montguers
- Reilhanette
- Séderon
- Vers-sur-Méouge
- Villebois-les-Pins
- Villefranche-le-Château